# Lycaeides lycidasoides
Lycaeides lycidasoides är en fjärilsart som beskrevs av Beuret 1934. Lycaeides lycidasoides ingår i släktet Lycaeides och familjen juvelvingar. Inga underarter finns listade i Catalogue of Life.